# Maskottchen

Das Linux-Maskottchen ist ein Pinguin namens Tux

Ein Maskottchen oder (selten) die Maskotte (von französisch mascotte ‚Person, Tier oder Gegenstand als Glücksbringer‘; okzitanisch mascòta; masca ‚kleiner Zauberer; Zauberin‘; oberitalienisch: masca ‚Hexe‘) bezeichnet zumeist einen Glücksbringer, ein Püppchen oder ein Amulett für eine Personengruppe.
Im Marketing wird als Maskottchen in diesem Sinne ein stilisiertes, häufig comicartiges Phantasiewesen mit menschlichen Zügen bezeichnet. Es steht als Erkennungszeichen für eine Marke im allgemeinen Sinne, d. h. für ein Unternehmen, ein Produkt, eine Stadt, eine Region, eine Veranstaltung oder eine Institution (z. B. einen Sportverein). Maskottchen sind heute in der Vermarktung von Produkten und Unternehmen ein Teil des Corporate Designs. Maskottchen bilden oft eine Basis für Motivations- oder Werbekampagnen.
Ein Maskottchen kann ein Tier sein, muss es jedoch nicht. Beispielsweise ist Twipsy, das Maskottchen der Expo 2000, ein Wesen aus dem Cyberspace.

## Sport
Für die Olympischen Spiele und Weltmeisterschaften gibt es eigene Maskottchen. Auch diverse Sportvereine und -verbände haben ihre Maskottchen.

### Olympische Spiele
1968 fanden die Olympischen Winterspiele im französischen Grenoble statt. Hier wurde das erste Mal in der Geschichte der Olympischen Spiele ein Maskottchen gestaltet. Es war eine Kunstfigur mit dem Namen „Schuss“. Weitere Maskottchen waren:
- 1972 München (BR Deutschland): „Waldi“ (Dackel)
- 1976 Innsbruck (Österreich): Schneemann
- 1976 Montreal (Kanada): „Amik“ (Biber)
- 1980 Lake Placid (USA): „Roni“ (Waschbär)
- 1980 Moskau (UdSSR): „Mischa“ (Bär)
- 1984 Sarajewo (Jugoslawien): „Vučko“ (Wolf)
- 1984 Los Angeles (USA): „Eagle Sam“ (Weißkopfseeadler)
- 1988 Calgary (Kanada): „Hidy und Howdy“ (Eisbären)
- 1988 Seoul (Südkorea): erstes Doppelmaskottchen „Hodori und Hosuni“ (Tiger)
- 1992 Albertville (Frankreich): „Magique“ (Stern)
- 1992 Barcelona (Spanien): „Cobi“ (Hund)
- 1994 Lillehammer (Norwegen): „Haakon und Kristin“ (norwegische Königskinder)
- 1996 Atlanta (USA): erstes computeranimiertes Maskottchen „Izzy“
- 1998 Nagano (Japan): „Sukki, Nokki, Lekki und Tsukki“ (Eulen)
- 2000 Sydney (Australien): „Syd“ (Schnabeltier), „Milly“ (Ameisenigel) und „Olly“ (Kookaburra)
- 2002 Salt Lake City (USA): „Powder“ (Schneeschuhhase), „Copper“ (Kojote) und „Coal“ (Amerikanischer Schwarzbär)
- 2004 Athen (Griechenland): „Athena und Phevos“ – Darstellung der griechischen Götter Athene und Apollon
- 2006 Turin (Italien): „Neve“ (Schneeball) und „Gliz“ (Eisblock)
- 2008 Peking (China): „Fuwa“ (fünf Maskottchen)
- 2010 Vancouver (Kanada): „Miga, Quatchi, Sumi und Mukmuk“ (Fabelwesen)
- 2012 London (Großbritannien): „Wenlock und Mandeville“ (Stahltropfen)
- 2014 Sotschi (Russland): „Bely Mishka“ (Eisbär), „Leopard“ und „Zaika“ (Hase)
- 2016 Rio de Janeiro (Brasilien): „Vinicius“ (Fabelwesen, repräsentiert Tierwelt des Landes)
- 2018 Pyeongchang (Südkorea): „Soohorang“ (Tiger)
- 2020 Tokio (Japan): „Miraitowa“ (Fantasiefigur)
- 2022 Peking (China): „Bing Dwen Dwen“ (Panda)
- 2024 Paris (Frankreich): „Olympische Phryge“

### Fußball-Weltmeisterschaften
Männer
- 1966 England: „World Cup Willie“ (Löwe)
- 1970 Mexiko: „Juanito“ (kleiner mexikanischer Junge)
- 1974 BR Deutschland: „Tip & Tap“ (zwei fußballspielende Jungen)
- 1978 Argentinien: „Gauchito“ (kleiner argentinischer Junge)
- 1982 Spanien: „Naranjito“ (Orange)
- 1986 Mexiko: „Pique“ (Chilischote)
- 1990 Italien: „Ciao“ (stilisiertes schießendes Männchen)
- 1994 USA: „Striker“ (Hund)
- 1998 Frankreich: „Footix“ (Hahn)
- 2002 Japan & Südkorea: „Ato“, „Kaz“ und „Nik“ (drei computeranimierte Gestalten)
- 2006 Deutschland: „Goleo VI“ (Löwe) mit „Pille“ (Ball)
- 2010 Südafrika: „Zakumi“ (Leopard)
- 2014 Brasilien: „Fuleco“ (Dreibinden-Gürteltier)
- 2018 Russland: „Zabivaka“ (Wolf)
- 2022 Katar: „La’eeb“ (Fantasiefigur)

Frauen
- 2011 Deutschland: „Karla Kick“ (Katze)
- 2015 Kanada: „Shuéme“ (Schneeeule)
- 2019 Frankreich: „Ettie“ (Huhn)

### Fußball-Europameisterschaften
- 1980 Italien: „Pinocchio“ (hölzerner Junge)
- 1984 Frankreich: „Peno“ (Hahn)
- 1988 BR Deutschland: „Berni“ (Kaninchen)
- 1992 Schweden: „Kaninchen“ (Kaninchen)
- 1996 England: „Goaliath“ (Löwe)
- 2000 Belgien & Niederlande: „Benelucky“ (Löwe mit Teufelsschwanz)
- 2004 Portugal: „Kinas“ (portugiesischer Junge)
- 2008 Schweiz & Österreich: „Trix und Flix“ (fußballspielende Zwillinge)
- 2012 Polen & Ukraine: „Slavek und Slavko“ (fußballspielende Zwillinge)
- 2016 Frankreich: „Super Victor“ (Superheld)
- 2021 Europa: „Skillzy“ (Freestyler)
- 2024 Deutschland: „Albärt“ (Teddybär)

### Eishockey-Weltmeisterschaften
- 1993 Deutschland: „Bully“ (Pinguin)
- 1996 Österreich: „Bully“ (Pinguin)
- 2005 Österreich: „Winni“ (Adler)
- 2009 Schweiz: „Cooly“ (Kuh)
- 2010 Deutschland: „Urmel aus dem Eis“ (Dinosaurier)
- 2017 Deutschland/Frankreich: „Asterix und Obelix“ (Comicfiguren, Gallier)

### Handball-Weltmeisterschaften

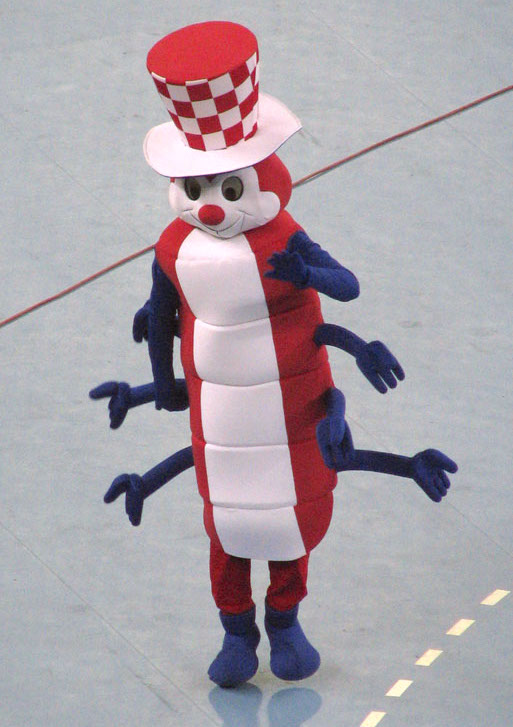
„Ruksi“, Maskottchen der Handball-WM 2009

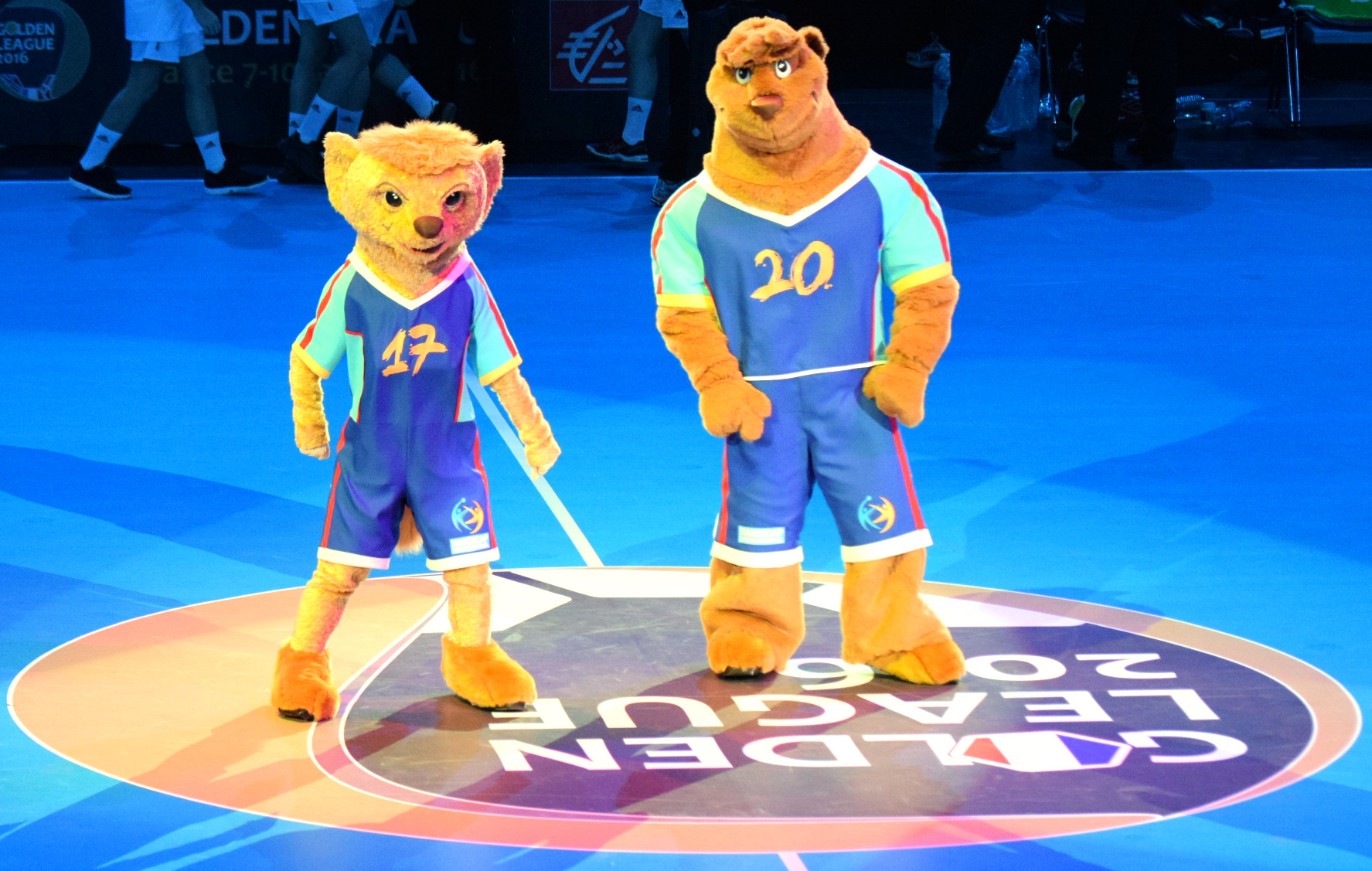
„Rok und Koolette“, Maskottchen der Handball-WM 2017

- 2007 Deutschland: „Hanniball“ (Hörnchen)
- 2009 Kroatien: „Ruksi“ (Raupe)
- 2015 Katar: „Fahred“ (jugendlicher Araber)
- 2017 Frankreich: „Rok und Koolette“ (Bär und Wiesel)
- 2019 Deutschland/Dänemark: „Stan“ (Außerirdischer)

### Biathlon-Weltmeisterschaften
- 2005 Hochfilzen (Österreich): „Burli“ (Eichhörnchen)
- 2007 Antholz (Südtirol): „Bumsi“ (Braunbär)

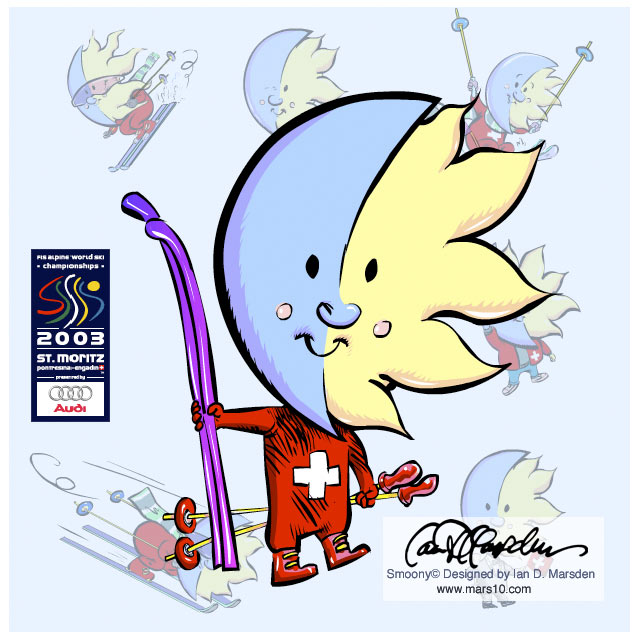
„Smoony“, Maskottchen der Alpinen Ski-WM 2003

### Alpine Skiweltmeisterschaften
- 2003 St. Moritz (Schweiz): „Smoony“ (Mond/Sonne)
- 2011 Garmisch-Partenkirchen (Deutschland): „Ga und Pa“ (Schneebälle)
- 2013 Schladming (Österreich): „Hopsi“ (Hase)

### Nordische Skiweltmeisterschaften
- 1982 Oslo (Norwegen): „Elgen“ (Elch)
- 1985 Seefeld (Österreich): „Snowi“ (Schneeball)
- 1987 Oberstdorf (BRD): „Nordi“ (Eichhörnchen)
- 1989 Lahti (Finnland): „Nestori“ (Gnom)
- 1991 Val di Fiemme (Italien): „Skiri“ (Eichhörnchen)
- 1993 Falun (Schweden): „Bubo“ (Eule)
- 1995 Thunder Bay (Kanada): „Chimik“ (Murmeltier)
- 1997 Trondheim (Norwegen): „Bark“ (Kegelmann)
- 1999 Ramsau (Österreich): „Kali“ (Drachen)
- 2001 Lahti (Finnland): „Harri“ (Luchs)
- 2003 Val di Fiemme (Italien): „Skiri“ (Eichhörnchen)
- 2005 Oberstdorf (Deutschland): „Skitty“ (Sibirischer Tiger)
- 2007 Sapporo (Japan): „Norkey“ (Hirsch)
- 2009 Liberec (Tschechien): „Libi“ (Löwe)
- 2011 Oslo (Norwegen): „Fnugg und Ull“ (Schneemänner)
- 2013 Val di Fiemme (Italien): „Skiri“ (Eichhörnchen)
- 2015 Falun (Schweden): Dalapferd

### Schwimmweltmeisterschaften
- 2017 Budapest (Ungarn): „Lili und Lali“ (Wasserlilien)

### Leichtathletik-Weltmeisterschaften
- 1983 Helsinki (Finnland): „Lasse“ (Hase)
- 1987 Rom (Italien): „Romeo“ (Wolf)
- 1991 Tokio (Japan): „Athlestar“ (Fabelwesen)
- 1993 Stuttgart (Deutschland): „Runny“ (Hase)
- 1995 Göteborg (Schweden): „Kalo“ (Luchs)
- 1997 Athen (Griechenland): „Pegasus“ (geflügeltes Pferd)
- 1999 Sevilla (Spanien): „Giraldilla“ (Kind, einer Turmfigur nachempfunden)
- 2001 Edmonton (Kanada): „Tracker“ & „Fielder“ (Wolf & Bär)
- 2005 Helsinki (Finnland): „Findy“ (Turm, dem Stadionturm nachempfunden)
- 2007 Osaka (Japan): „Traffie“ (Außerirdischer)
- 2009 Berlin (Deutschland): „Berlino“ (Bär)
- 2011 Daegu (Südkorea): „Sarbi“ (Sabsal-Hund)
- 2013 Moskau (Russland): (Sperling)
- 2015 Peking (China): „Yan-er“ (Schwalbe)
- 2017 London (Vereinigtes Königreich): „Hero the Hedgehog“ (Igel)

### Leichtathletik-Europameisterschaften
- 2010 Barcelona (Spanien): „Barni“
- 2014 Zürich (Schweiz): „Cooly“ (Kuh)
- 2018 Berlin (Deutschland): „Berlino“ (Bär)

### Sportvereine und -verbände

#### American Football

##### American Football Verband Deutschland
- Berlin Adler: „Lenny“ (Adler)
- Bielefeld Bulldogs: „Bully“ (Bulldogge)
- Bonn Gamecocks: „Cocky“ (Kampfhahn)
- Braunschweig Lions: „Hank“ (Löwe)
- New Yorker Lions (Braunschweig): „Tack“ (Löwe)
- Dresden Monarchs: „King Louie“ (königlicher Löwe)
- Eintracht Nordhorn Vikings: „Olaf Viking“ (Wikinger)
- Frankfurt Universe: „Franky Galactic“ (lila Dinosaurier)
- Gießen Golden Dragons: „Drago“ (Drache)
- Hamburg Blue Devils: „Bluezifer“ (blauer Teufel)
- Hamburg Huskies: „Spike“ (Husky)
- Hannover Grizzlies: „Tacklebärry“ (blauer Bär)
- Herzo Rhinos: „Rainer“ (Rhinozeros)
- Ingolstadt Dukes: „Happy Bear“ (Bär)
- Iserlohn Titans: „TiTuS“ (Titan)
- Krefeld Ravens: „Rick Raven“ (Rabe)
- Langenfeld Longhorns: „Shaun“ (Rind)
- Lübeck Cougars: „Cody Cougar“ (Bergpuma)
- Oldenburg Knights: „Knightro“ (Ritter)
- Paderborn Dolphins: „Paddy Dolphin“ (Delfin)
- Ravensburg Razorbacks: „Eberhart“ (rotes Wildschwein)
- Regensburg Phoenix: „Ash“ (Feuervogel)
- Rhein Main Old Stars: „Rusty“ (Löwe)
- Rostock Griffins: „Griffino“ (Greifvogel)
- Schwäbisch Hall Unicorns: „Corny“ (Einhorn)
- Schwarzenbek Wolves: „Lupus“ (Wolf)
- Siegen Sentinals: „Sir Henner“ (Ritter)
- Stuttgart Scorpions: „Spike“ (Skorpion)

##### European League of Football
- Cologne Centurions: „Jupp Maximus“ (Centurio)
- Frankfurt Galaxy: „Franky“ (lila Dinosaurier)
- Helvetic Mercenaries: „Barry“ (Bernhardiner)
- Madrid Bravos: „Isidro“ (Bulle)
- Munich Ravens: „Dave the Rave“ (Rabe)
- Raiders Tirol: „Birdie“ (Papagei)
- Rhein Fire: „Burnie“ (Feuervogel)
- Panthers Wrocław: „Miaurycy“ und „Miaugosia“ (Panther)
- Vienna Vikings: „Loki“ (weißer Wolf)

##### National Football League
- Baltimore Ravens: „Poe“
- Buffalo Bills: „Billy Buffalo“
- Cincinnati Bengals: „Who-Dey“
- Cleveland Browns: „CB, Chomps, TD, and Trapper“
- Denver Broncos: „Miles“
- Houston Texans: „Toro“
- Indianapolis Colts: „Blue“
- Jacksonville Jaguars: „Jaxson de Ville“
- Kansas City Chiefs: „K. C. Wolf“
- Miami Dolphins: „T.D.“
- New England Patriots: „Pat Patriot“
- New York Jets: „Fireman Ed“ (nicht offiziell)
- Pittsburgh Steelers: „Steely McBeam“
- San Diego Chargers: „Boltman“
- Tennessee Titans: „T-Rac“
- Arizona Cardinals: „Big Red“
- Atlanta Falcons: „Freddie Falcon“
- Carolina Panthers: „Sir Purr“
- Chicago Bears: „Staley Da Bear“
- Dallas Cowboys: „Rowdy“
- Detroit Lions: „Roary“
- Green Bay Packers: „Packy Pack Packer“
- Minnesota Vikings: „Ragnar, Viktor“
- New Orleans Saints: „Gumbo“
- Philadelphia Eagles: „Swoop“
- San Francisco 49ers: „Sourdough Sam“
- Seattle Seahawks: „Blitz“
- Tampa Bay Buccaneers: „Captain Fear“
- Washington Redskins: „Chief Zee“

#### Basketball

##### National Basketball Association
- Atlanta Hawks: „Harry The Hawk“
- Boston Celtics: „Lucky the Leprechaun“
- Charlotte Bobcats: „Rufus D. Lynx“
- Chicago Bulls: „Benny the Bull“
- Cleveland Cavaliers: „Moondog“
- Dallas Mavericks: „Champ“
- Denver Nuggets: „Rocky the Mountain Lion“
- Detroit Pistons: „Hooper the Horse“
- Golden State Warriors: „Thunder“
- Houston Rockets: „Clutch the Bear“
- Indiana Pacers: „Boomer and Bowser“
- Memphis Grizzlies: „Grizz“
- Miami Heat: „Burnie“
- Milwaukee Bucks: „Bango“
- Minnesota Timberwolves: „Crunch the Wolf“
- New Jersey Nets: „Sly the Silver Fox“
- New Orleans Hornets: „Hugo The Hornet“
- Oklahoma City Thunder: „Rumble the Bison“
- Orlando Magic: „Stuff the Magic Dragon“
- Philadelphia 76ers: „Hip-Hop the Rabbit“
- Phoenix Suns: „Go the Gorilla“
- Portland Trail Blazers: „Blaze the Trail Cat“
- Sacramento Kings: „Slamson the Lion“
- San Antonio Spurs: „The Coyote“
- Toronto Raptors: „The Raptor“
- Utah Jazz: „Jazz Bear“
- Washington Wizards: „G-Wiz and G-Man“

##### Deutschland
- Artland Dragons: „Tobi, der Drache“ (Drache)
- Brose Bamberg: „Freaky“ (Bär)
- ALBA Berlin: „Albatros“ (Albatros)
- Telekom Baskets Bonn: „Bonni“ (Löwe)
- Eisbären Bremerhaven: „Dunky“ (Eisbär)
- Skyliners Frankfurt: „Dunking Kong“ mit Freundin „Sky Girl“
- Gießen 46ers: „Fabius“ (Drache)
- Phoenix Hagen: „Felix“ (Feuervogel / Phoenix) mit Sponsormaskottchen „Robin von Berlet“
- FC Bayern München: „Berni“ (Bär)
- TG Neuss Tigers: „Tony the Tiger“ (Weißer Tiger)
- EWE Baskets Oldenburg: „Hubird“ (Vogel)
- Walter Tigers Tübingen: „Tiger Walter“ (Tiger)
- ratiopharm ulm: „Spass“ (Hase)

#### Eishockey
- Deutscher Eishockey-Bund (DEB): „Urmel auf dem Eis“
- Augsburger Panther: „Datschi“ (Panther)
- Düsseldorfer EG: „Düssi“ („Bergischer“ Löwe)
- Eisbären Berlin: „Bully“ (Eisbär)
- HC Davos: „Hitsch“ (Steinbock)
- Genève-Servette HC: „Sherkan“ (Weißkopfseeadler)
- Iserlohn Roosters: „Icey“ (Hahn)
- Kassel Huskies: „Herkules“ (Husky)
- Kölner Haie: „Sharky #72“
- Krefeld Pinguine: „KEVin“ (Pinguin)
- Adler Mannheim: „Udo“ (Hamster)[3]
- Nürnberg Ice Tigers: „Pucki“ (Tiger)
- Pittsburgh Penguins: „Iceburgh“ (Pinguin)
- SC Rapperswil-Jona Lakers: „Leyki #45“
- Straubing Tigers: „Tigo #77“
- Grizzlys Wolfsburg: „Ben“ (Grizzlybär)

#### Fußball

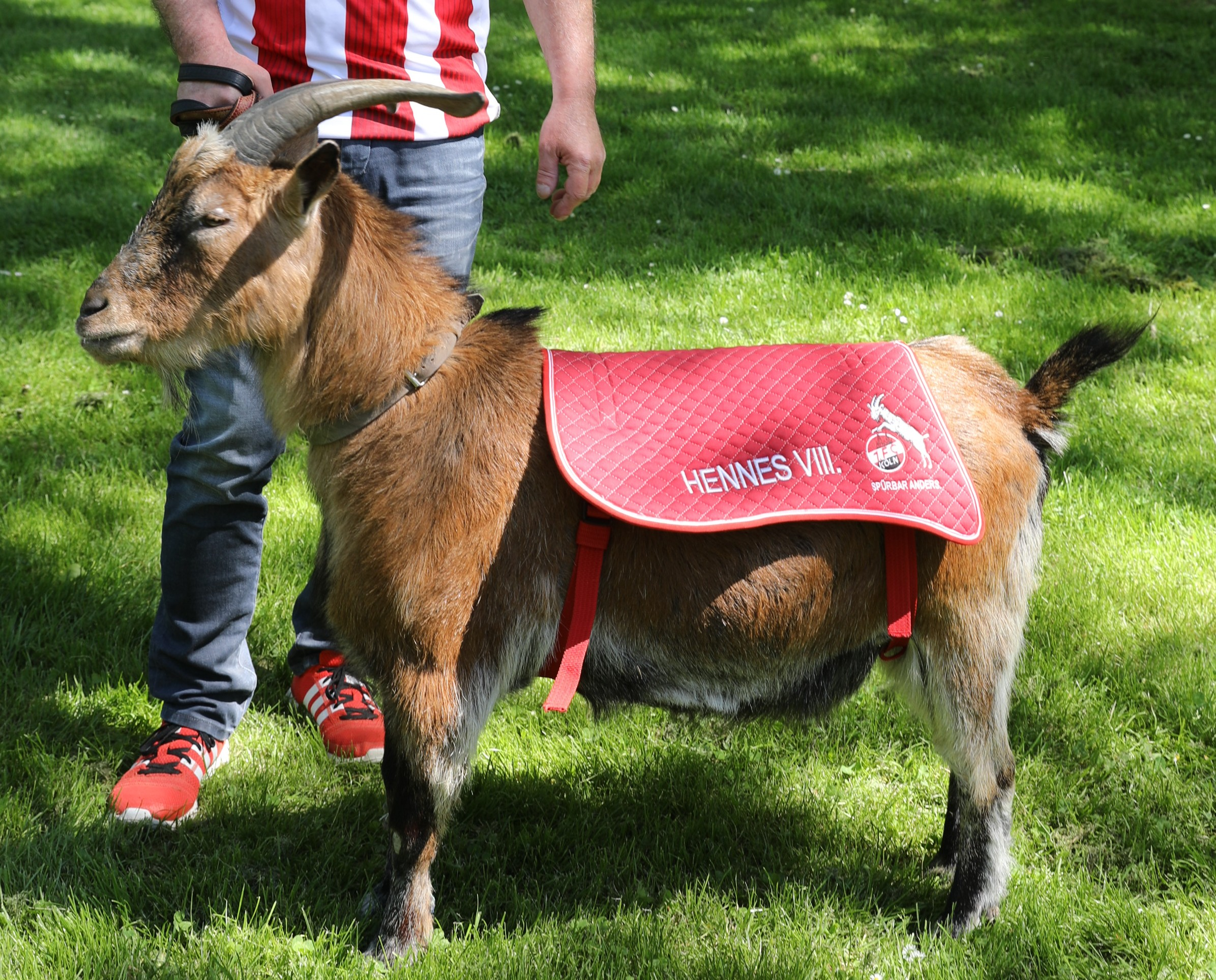
Geißbock Hennes VIII. 2018

- Deutscher Fußball-Bund bzw. deutsche Nationalelf: „Paule“ (Adler)
- Alemannia Aachen: „Al-Aix“ (Kartoffelkäfer)
- Hertha BSC: „Herthinho“ (Bär)
- 1. FC Union Berlin: „Ritter Keule“
- Arminia Bielefeld: „Lohmann“ (Stier)
- VfL Bochum: „Bobbi Bolzer“ (Blaue Maus)
- Eintracht Braunschweig: „Leo“ (Löwe)
- Energie Cottbus: „Lauzi“ (Knabe)
- Borussia Dortmund: „Emma“ (Biene)
- MSV Duisburg: „Ennatz“ (Zebra)
- FC Rot-Weiß Erfurt: „Sakko“ (Mensch)[4]
- Eintracht Frankfurt: „Attila“ (Steinadler)
- FSV Frankfurt: „Franky“ (Erdmännchen)[5]
- SC Freiburg: „Füchsle“ (Fuchs)[6][7]
- SpVgg Greuther Fürth: „Eddy“ (Drache)
- SG Sonnenhof Großaspach: „Andile“ (Esel)
- Hallescher FC: „Hallotri“ (Biber)[8]
- Hamburger SV: „Dino-Hermann“ (Dinosaurier)
- Hannover 96: „Eddi“ (Hund)
- 1. FC Heidenheim: „Paule“ (Teddybär)
- TSG 1899 Hoffenheim: „Hoffi“ (Elch)
- FC Ingolstadt 04: „Schanzi“ (Drache)
- FC Carl Zeiss Jena: „Carl der Zeissig“ (Zeisig)
- 1. FC Kaiserslautern: „Betzi“ (Roter Teufel)[9]
- Karlsruher SC: „Willi Wildpark“ (Wildschwein)
- KSV Hessen Kassel: „Totti“ (Löwe)
- Holstein Kiel: „Stolle“ (Storch)
- 1. FC Köln: „Hennes“ (Geißbock)
- SC Fortuna Köln: „Fred“ (Kleiner Panda)[10]
- Viktoria Köln: „Viktor“ (Römischer Legionär)[11]
- 1. FC Lokomotive Leipzig: „Lokki“, zum Teil auch „Loki“ genannt (Löwe)[12][13]
- RB Leipzig: „Bulli“ (Bulle)
- Bayer 04 Leverkusen: „Brian The Lion“ (Löwe)
- VfB Lübeck: „Tore“ (Elch)
- 1. FSV Mainz 05: „Johannes“ (Clown)
- Borussia Mönchengladbach: „Jünter“ (Fohlen)
- FC Bayern München: „Berni“ (Bär)
- TSV 1860 München: „Sechzger“ (Löwenvater) und „Sechzgerl“ (Löwensohn)
- SC Preußen Münster: „Fiffi“ (Adler)
- Rot-Weiß Oberhausen: „Underdog“ (Straßenköter)[14]
- VfL Osnabrück: „Li & La“
- SC Paderborn 07: „Holli“ (Maus)
- SSV Jahn Regensburg: „Jahni“ (Fantasiefigur)[15]
- SV Sandhausen: „Hardi“ (Dachs)
- FC Schalke 04: „Erwin“ (Knappe)
- FC St. Gallen: „Gallus“ (Bär)
- Stuttgarter Kickers: „Waldi“ (Waschbär)[16]
- VfB Stuttgart: „Fritzle“ (Krokodil)
- KFC Uerdingen 05: „Grotifant“ (Elefant)[17]
- SSV Ulm 1846: „Jack“ (Spatz)[18]
- SG Wattenscheid 09: „Knipp-Fu Panda“ (Panda-Bär)
- SV Wehen Wiesbaden: „Taunas“ (Löwe)
- VfL Wolfsburg: „Wölfi“ (Wolf)
- Wuppertaler SV: „Pröppi“ (Löwe)
- Würzburger Kickers: „Kalle vom Dalle“ (Fuchs)[19]
- FSV Zwickau: „Robert“ (Schwan)

#### Handball
- Deutscher Handballbund: „Hanniball“ (Eichhörnchen)[20]
- HBW Balingen-Weilstetten: „Zolli“ (Fuchs)
- Bergischer HC: „Bergi“ (Löwe)
- Füchse Berlin: „Fuchsi“ (Fuchs)
- TV Emsdetten: „Kuno“ (Drache)
- SG Flensburg-Handewitt: „Sigi“ (Möwe)
- TV Großwallstadt: „Hobtsi“ (Hase)
- VfL Gummersbach: „Gummi“ (Känguru)
- HSV Hamburg: „Horni“ (Hornisse)
- TSV Hannover-Burgdorf: „Hektor“ (Pferd)[21]
- TV Hüttenberg: „Rollo“ (Handkäse)[22]
- THW Kiel: „Hein Daddel“ (Zebra)
- SC DHfK Leipzig: „BalLEo“ (Leopard)[23]
- TBV Lemgo: „Lippilotta“ (Kuh)
- Die Eulen Ludwigshafen: Eule
- SC Magdeburg: „Till Eulenspiegel“ (Schalksnarr)
- MT Melsungen: „Henner“ (Drache)
- TSV GWD Minden: „Basti Löwe“ (Löwe)
- TuS N-Lübbecke: „Luzitus“ (Teufel)
- Rhein-Neckar Löwen: „Conny“ (Löwe)
- TBV Stuttgart: „Johnny Blue“ (Discokugel)
- HSG Wetzlar: „Karlchen“ (Biber)

#### Hochschulsport der USA
- Yale University: „Handsome Dan“ (Bulldogge)

#### Volleyball
- VC Bitterfeld-Wolfen: „BiWo“ (Bär)[24]
- Dresdner SC: „Burny“ (Teufel)[25]

## Messen

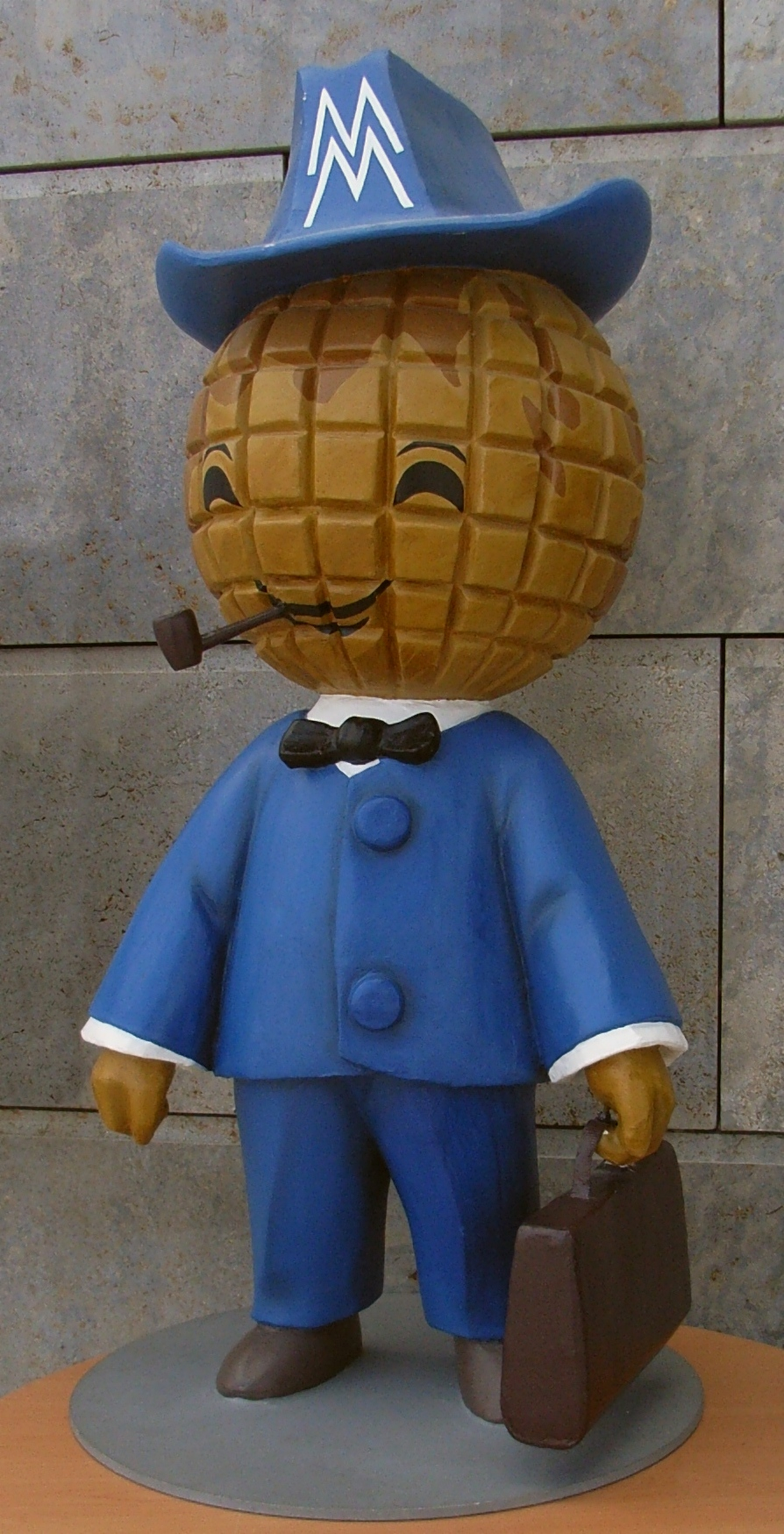
Messemännchen der Leipziger Messe

### Weltausstellungen
- 2000 Hannover (Deutschland): „Twipsy“
- 2005 Nagoya (Japan): „Morizo“ und „Kikkoro“

### Andere Messen
- Leipziger Messe (Deutschland): Leipziger Messemännchen

## Medien

### Radio- und Fernsehanstalten
- WDR: Ute, Schnute, Kasimir
- hr: „Onkel Otto“ (Fern-See(h)Hund)
- NDR: „Antje“ (Walross)
- ZDF: „Mainzelmännchen“
- NHK (Japan): „Dōmo-kun“ (Monster)

### Radio- und Fernsehsendungen
- SWR3: „Der Elch“ (früher Schwarzwaldelch)
- Formel Eins: „Teasy“ (Hund)

### Computer
Auch einige Freie-Software-Projekte haben Maskottchen. Das Linux-Projekt hat einen Pinguin namens Tux, die Projekte um OpenBSD haben einen Kugelfisch namens Puffy, und das älteste Maskottchen ist der BSD-Daemon, der jedoch keinen Namen trägt. Weitere Maskottchen sind etwa Mozilla, die grüne Eidechse des Mozilla-Projekts, oder Konqi, der Drache des KDE-Projekts. Das Projekt OPIE (Linux-GUI für mobile Endgeräte) hat einen Drachen als Maskottchen, die Senior-PUG (Palm-Benutzergruppe) einen „tapf!“. „Wilber“ ist der Name des Maskottchens der freien Bildbearbeitungsanwendung GIMP.

## Unternehmen
- Bärenmarke: Bärenmarke Bär
- Bausparkasse Schwäbisch Hall: „Bausparfuchs“
- Deutsche Bahn: „Max Maulwurf“ (Maskottchen bei Baumaßnahmen, 1994–2022)[26]
- Erste Bank: „Sparefroh“
- The Gillette Company: „Duracell-Hase“
- Haribo: „Goldbär“
- Kellogg’s/Procter and Gamble: Tony der Tiger
- Knorr: „Knorri“, „Knorrli“ und „Stocki“[27]
- LVM: „Pferdinand“
- Nintendo: Mario
- Mars Inc.: M&Ms
- McDonald’s: „Ronald McDonald“
- Michelin: „Bibendum“, das Michelin-Männchen
- Milka: „Milka-Kuh“
- Minol: „Minol-Pirol“
- Magazine zum Globus: „Globi“
- Migros: Sparschweinchen „Miggy“
- MSI: Drache „Lucky“
- Nestlé: „Quick“, der Nesquik-Hase
- Obi: „Obi-Biber“
- Rhein-Main-Verkehrsverbund: „BuBa“
- Sega: Sonic the Hedgehog
- Stadtbahn Düsseldorf: „U-Dax“ (Maskottchen bei Baumaßnahmen)[28]

## Politische Parteien
- Demokratische Partei (Vereinigte Staaten): „Esel“
- Republikanische Partei (Vereinigte Staaten): „Elefant“

## Militär

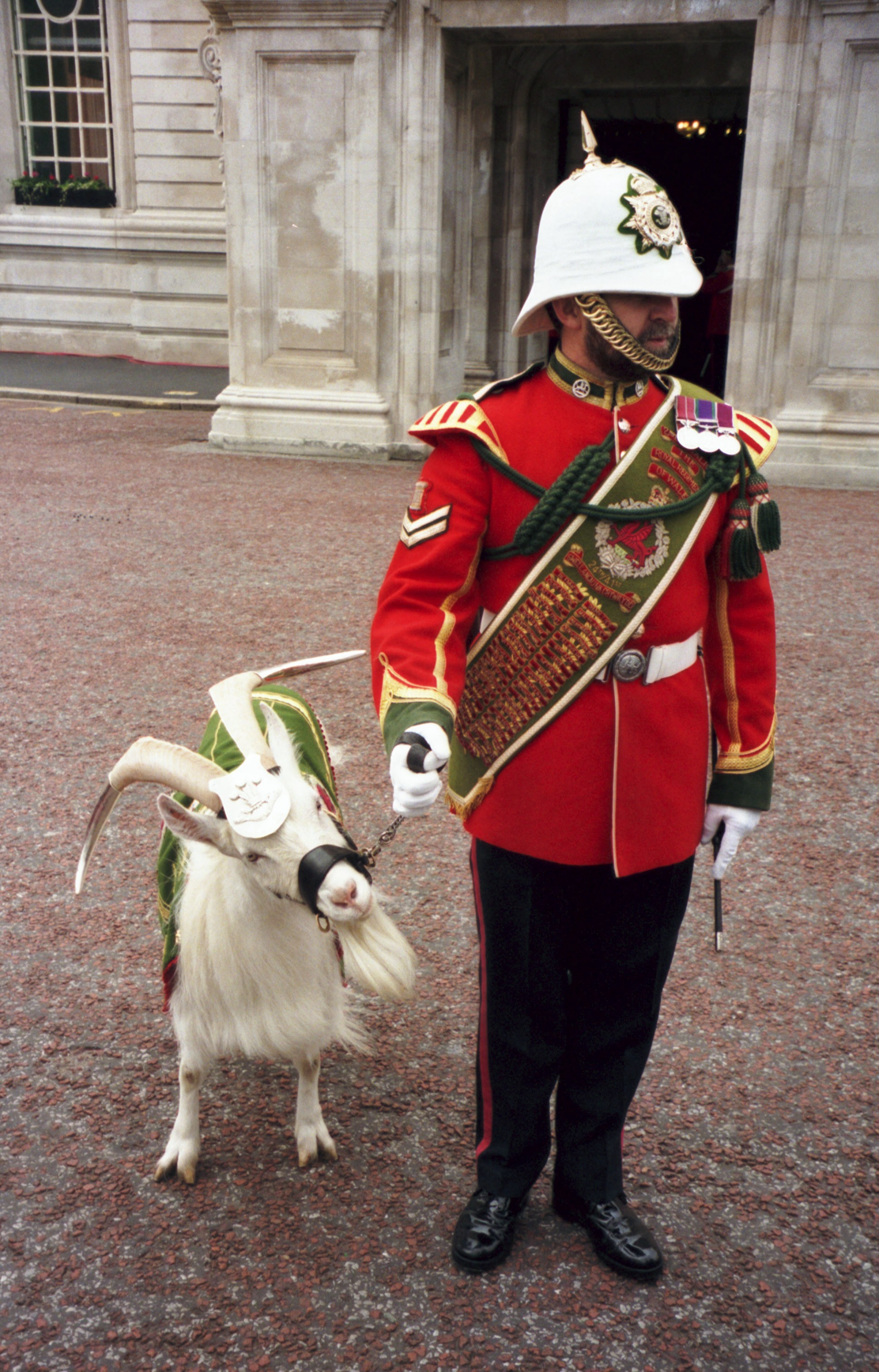
Die Ziege und der Goat Major des Royal Regiment of Wales (24th/41st Foot) – Streitkräfte des Vereinigten Königreichs (1999)

Viele Einheiten (nicht in Deutschland) haben Maskottchentiere, z. B. die französische Fremdenlegion. Oft wird dieses Tier auch tatsächlich gehalten und bei Paraden präsentiert.

## Städte und Regionen
- Bornholm: „Krølle-Bølle“
- Dresden:
  - „Ulli-Gulli“, das Maskottchen der Stadtentwässerung
  - „Leo“, das Maskottchen der Dresdner Verkehrsbetriebe AG
  - „Parkolino“, das Maskottchen der Dresdner Parkeisenbahn
- Düsseldorf: „U-Dax“, das Maskottchen der Düsseldorfer U-Bahn
- Gehrden: Turmfledermaus Gehrda
- Nordseeinsel Juist-Töwerland: „Willi Wattwurm“
- Leipzig: „Wassi“, das Maskottchen der Kommunalen Wasserwerke & „Willi“, das Maskottchen der Leipziger Verkehrsbetriebe
- Memmingen: die Memminger Blumenkönigin
- Neustadt (Sachsen): „Goldfink“
- Thüringer Stadtwerke und Energieversorger: Horst (Hamster)
- Ueckermünde: „Ueckerich“
- Wolfenbüttel: „Wölfchen und Büttelchen“, die Maskottchen des Weihnachtsmarktes

## Freizeiteinrichtungen

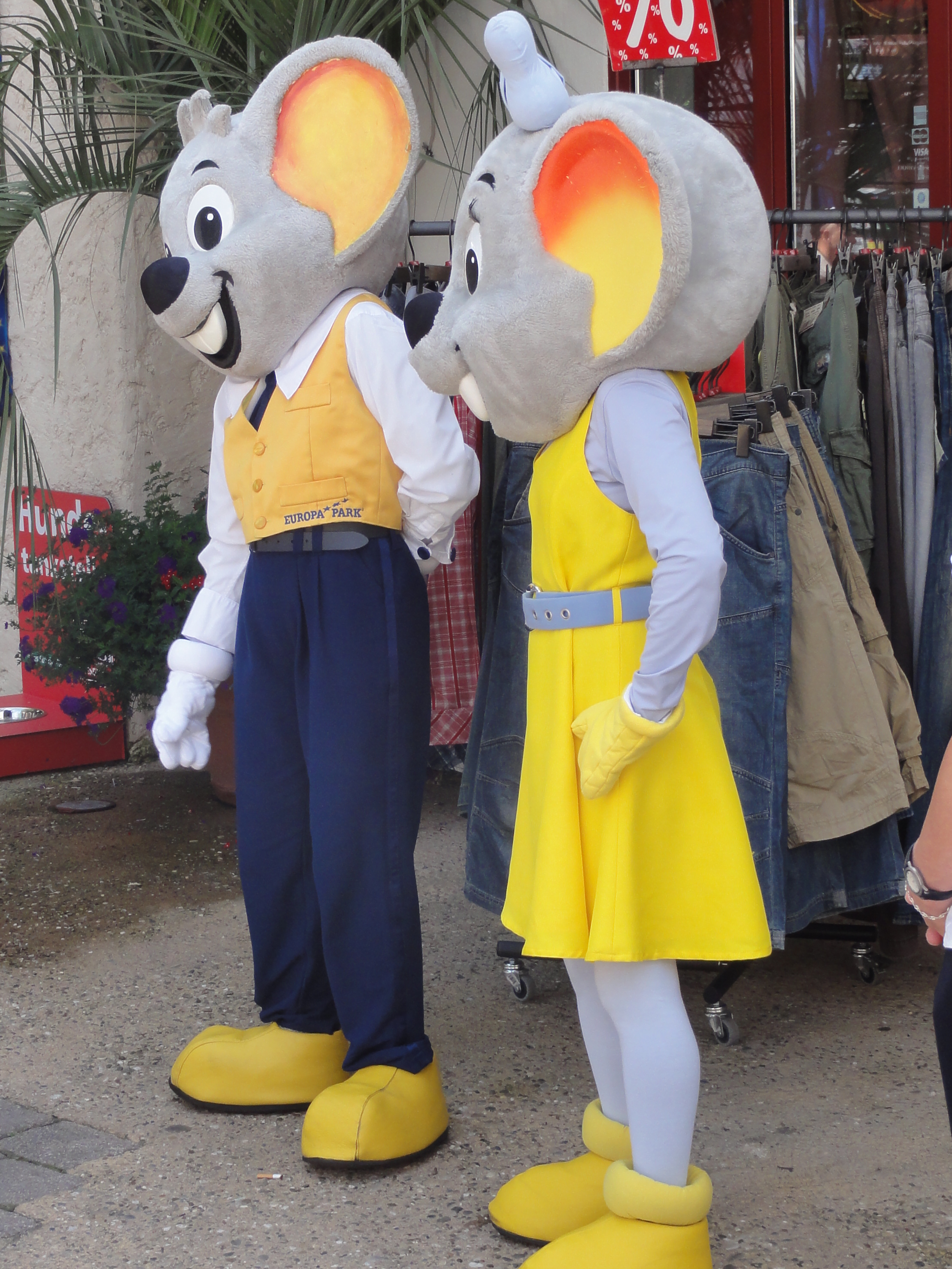
„Ed Euromaus und Edda Euromausi“ vom Europa-Park

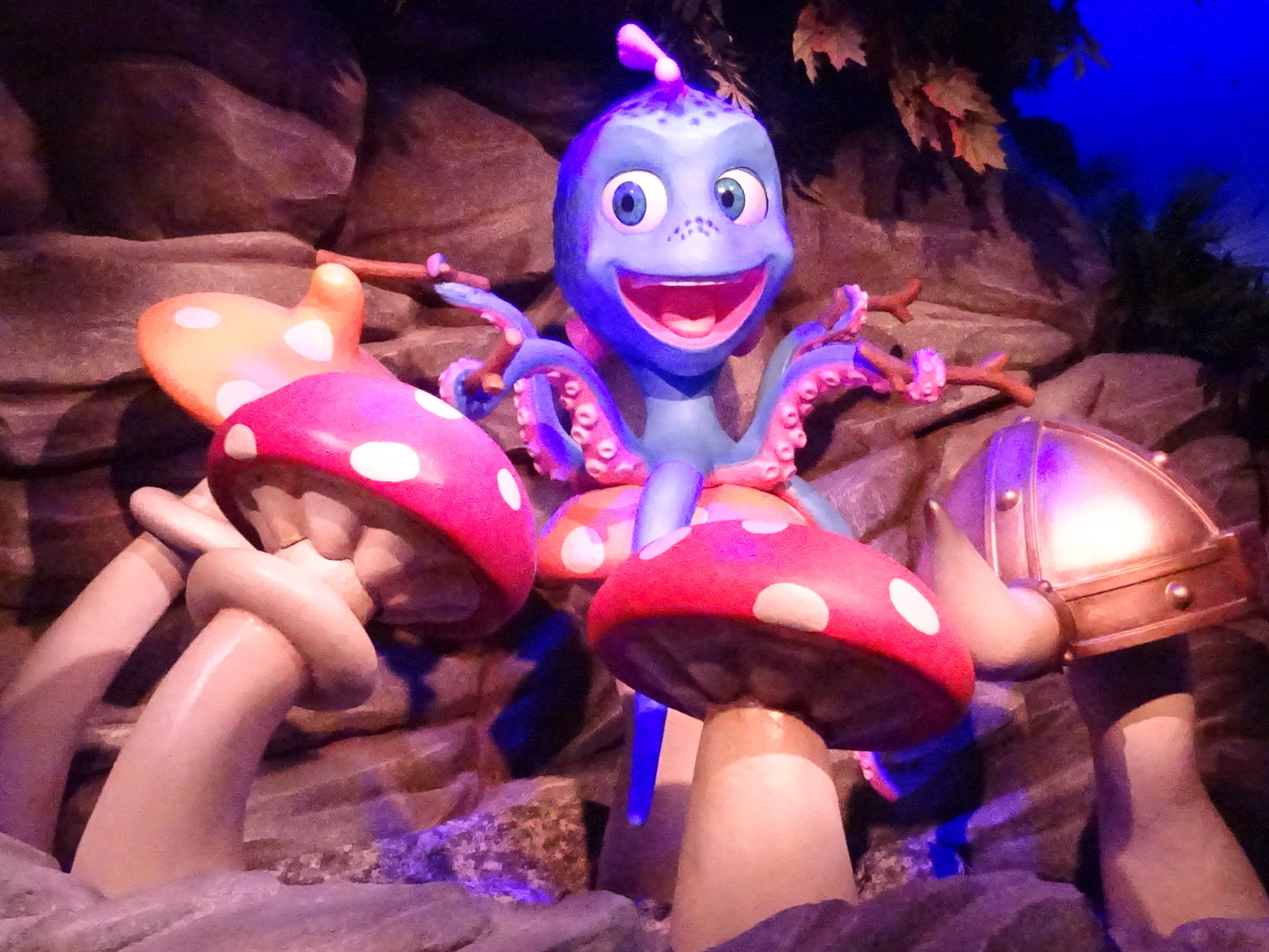
„Snorri“ von Rulantica (Wasserpark)

- Abenteuerpark Potsdam: „Woody“ (Eichhörnchen)
- Aqualand Köln: „Paulchen“ (Oktopus)
- Bayern-Park in Reisbach: „Franz-Xaver“ (Löwe)
- Belantis bei Leipzig: „Buddel“ (Maulwurf)
- Efteling in Kaatsheuvel: „Pardoes“ (Zauberer)
- Erse-Park in Uetze: „Ersi“ (Drache)
- Eifelpark in Gondorf: „Petz und Petzi“ | „Purzel und Tatze“ (siehe auch: Eifelpark#Trivia)
- Europa-Park in Rust: „Ed Euromaus und Edda Euromausi“
- Freizeitland Geiselwind: „Tuki“ (Tukan)
- Freizeitpark Plohn in Lengenfeld: „Plohni“ (Elf)
- Gardaland in Castelnuovo del Garda: „Prezzemolo“, dt. Petersilie, (Drache)
- Heide Park Resort in Soltau: „Heido“ (Zwerg), „Wumbo“ (Bär), „Rabix“ (Rabe), „Rochus“ (Wildschwein), „Alibengator“ (Alligator) und „Sör Henry“ (Basset)
- Kristall Palm Beach in Stein: „Fini“ (Delfin)
- Rulantica in Rust: „Snorri“ (Oktopus)
- Saurierpark Kleinwelka bei Bautzen: „Bodo“ (Saurier)
- Schwaben Park bei Kaisersbach: „Schimpi“ (Schimpanse)
- Serengeti-Park in Hodenhagen: „Geoffrey“ (Giraffe)
- Therme Erding bei München: „(Lord) Nelson“ (Löwe)
- Weltvogelpark Walsrode in Walsrode: Riesentukan

## Rockbands

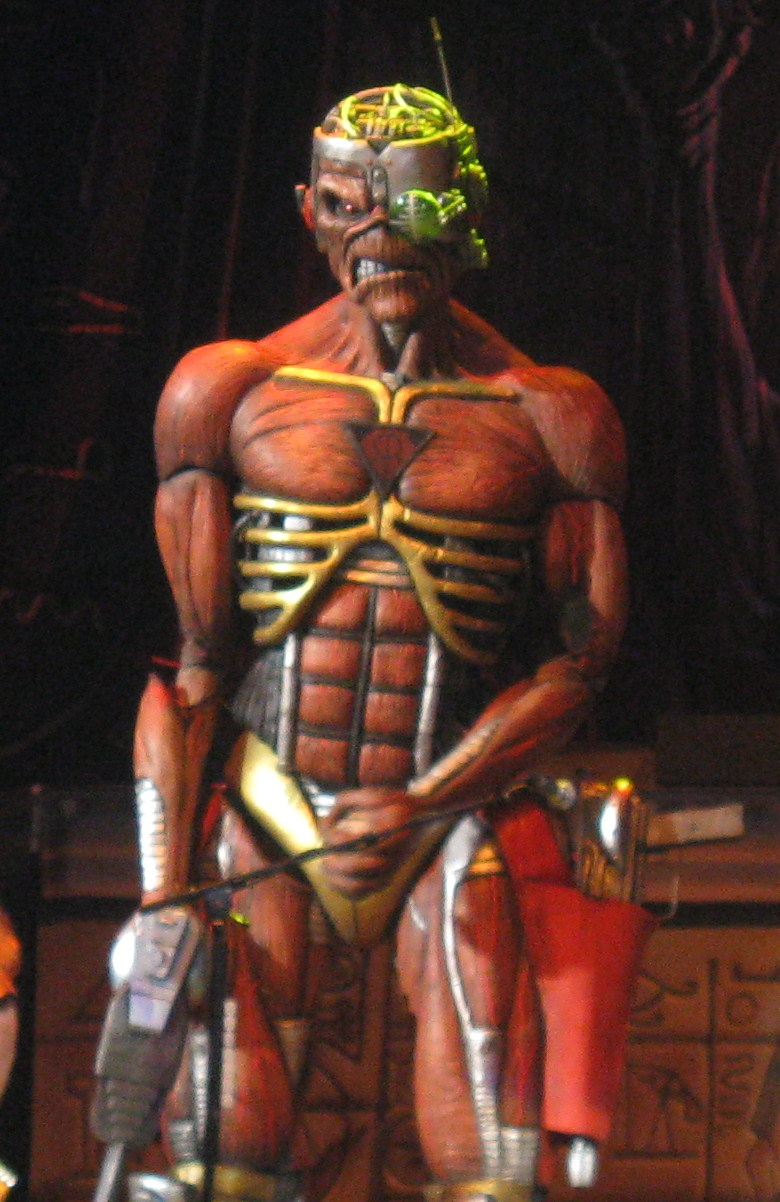
Iron Maidens Maskottchen „Eddie“ (2008)

- Iron Maiden: „Eddie“ (anthropomorphes Wesen in wechselnder Gestalt)
- Megadeth: „Vic Rattlehead“
- Dio: „Murray“
- Motörhead: „Snaggletooth“
- In Flames: „The Jesterhead“
- Die Ärzte: „Gwendoline“, abgeleitet aus der Comicfigur Sweet Gwendoline

## Sonstige Maskottchen
- 9. UN-Naturschutzkonferenz 2008 in Bonn: „Knut“, der Eisbär
- United States Forest Service: Woodsy Owl (Eule), Werbefigur für Umweltschutz